# Marfilmes

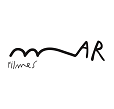
logotipo da Marfilmes

A Marfilmes é uma distribuidora especializada na difusão de cinema falado em português, lidando particularmente com filmes da África lusófona. Esse fato abriu os horizontes da empresa para outros filmes africanos de diferentes origens e línguas, tendo construído um forte catálogo de cinema africano. A Marfilmes tem ampla experiência no cinema português, fruto dos anos de colaboração exclusiva que manteve com a RTP.

## Filmes e realizadores de cinema africano distribuídos pela Marfilmes
| Realizadores                              | Filmes                                       | Ano  |
| Inês Lopes Gonçalves e Kiluanje Liberdade | Histórias de Luanda - Oxalá cresçam pitangas | 2007 |
| Inês Lopes Gonçalves e Kiluanje Liberdade | Tchiloli, Máscaras e Mitos                   | 2009 |
| Inês Lopes Gonçalves e Kiluanje Liberdade | Luanda, a Fábrica da Música                  | 2009 |
| Isabel Noronha                            | Ngwenya, o Crocodilo                         | 2007 |
| Luciana Hees                              | O Salão Azul                                 | 2011 |

## Filmes e Realizadores do Cinema Português distribuídos pela Marfilmes
| Realizador                        | Filme                                        | Ano  |
| --------------------------------- | -------------------------------------------- | ---- |
| Alberto Seixas Santos             | Brandos Costumes                             | 1975 |
| Alfred Ehrhardt                   | Portugal, Um País Junto Ao Mar               | 1952 |
| António da Cunha Telles           | O Cerco                                      | 1970 |
| António da Cunha Telles           | Meus Amigos                                  | 1974 |
| António da Cunha Telles           | Continuar a Viver ou Os Índios da Meia-Praia | 1976 |
| António da Cunha Telles           | Pandora                                      | 1993 |
| António de Macedo                 | A Promessa (1972)                            | 1972 |
| António de Macedo                 | Domingo à Tarde                              | 1965 |
| Carlos Vilardebó                  | As Ilhas Encantadas                          | 1965 |
| J. Ernesto de Sousa               | Dom Roberto                                  | 1962 |
| João Botelho                      | Aqui na Terra                                | 1993 |
| Joaquim Vieira                    | O Último Comunista                           | 2005 |
| Joaquim Vieira e Fernanda Bizarro | Franco e Salazar - os Irmãos Ibéricos        | 2004 |
| Jorge Brum do Canto               | A canção da Terra                            | 1938 |
| Jorge Paixão da Costa             | O Mistério da Estrada de Sintra              | 2007 |
| Leandro Ferreira                  | Os Retornados ou os Restos do Império        | 2002 |
| Manuel Guimarães                  | Saltimbancos                                 | 1951 |
| Manuel Guimarães                  | Nazaré                                       | 1952 |
| Manuel Guimarães                  | Vidas Sem Rumo                               | 1956 |
| Manuel Guimarães                  | A Costureirinha da Sé                        | 1958 |
| Manuel Guimarães                  | O Trigo e o Joio                             | 1965 |
| Nicholas Oulman                   | Com que voz (documentário)                   | 2009 |
| Perdigão Queiroga                 | O Milionário                                 | 1962 |
| Rui Simões                        | Se Podes Olhar Vê, Se Podes Ver Repara       | 2004 |
| Solveig Nordlund                  | Aparelho Voador a Baixa Altitude             | 2001 |
| Vicente Jorge Silva               | As Ilhas Desconhecidas                       | 2008 |

## Ligações Externas
- Site oficial: www.marfilmes.com
- Marfilmes no IMDb (em Inglês)